# Alum
Alum je tip hemijskog jedinjenja, obično hidratne dvostruke sulfatne soli aluminijuma sa opštom formulom XAl(SO
4)
2·12H
2O, gde je X monovalentni katjon kao što je kalijum ili amonijum. Sam „alum” se često odnosi na kalijumski alum, sa formulom KAl(SO
4)
2·12H
2O. Drugi alumi su imenovani po monovalentnom jonu, kao što su natrijumski alum i amonijačni alum.
Naziv „alum” se isto tako koristi, u generalnom smislu, za soli sa istom formulom i strukturom, u kojima je aluminijum zamenjen nekim drugim trovalentnim metalnim jonom, kao što je hrom(III), i/ili u kojima je sumpor zamenjen drugim halkogenom, kao što je selenijum. Najčešći od tih analoga je hromni alum KCr(SO
4)
2·12H
2O.
U većini industrija, naziv „alum” (ili „alum proizvođača papira”) se koristi za aluminijum sulfat Al
2(SO
4)
3·H
2O, koji se upotrebljava za najveći deo industrijske flokulacije. U medicini, „alum” se isto tako može odnositi na aluminijum hidroksidni gel koji se koristi kao vakcinski adjuvant.

## Istorija

### U antici i srednjem veku

#### Alum pronađen na arheološkim lokalitetima
Zapadna pustinja Egipta bila je glavni izvor zamena za alum u antička vremena. Ove materije zaostale nakon isparavanja vode su uglavnom bile FeAl
2(SO
4)
4·22H
2O, MgAl
2(SO
4)
4·22H
2O, NaAl(SO
4)
2·6H
2O, MgSO
4·7H
2O i Al
2(SO
4)
3·17H
2O.
Produkcija kalijum aluma iz alunita je arheološki potvrđena na ostrvu Lezbos. Ta lokacija je bila napuštena u 7. veku, ali je korištena bar od 2. veka. Prirodni alumen sa ostrva Milos je bio smeša koja se uglavnom sastojala od alunogena (Al
2(SO
4)
3·17H
2O) sa kalijum alumom i primesa drugih sulfata.

#### Alumen kod Plinija i Dioskorida
Detaljni opis substance zvane alumen naveden je u Prirodnoj istoriji Plinija Starijeg.
Poredeći Plinijev opis sa zapisiom o stupteriji koji je dao Dioskorid, ukazuje da se radi o identičnim materijalima. Plinije navodi da se jedan vid alumena prirodno nalazi u zemlji, i naziva ga salsugoterrae.
Plinije je napisao da su različite supstance nazivane imenom alumen, ali da su sve su imale određeni stepen trpkosti, i sve su bile korišćene u bojenju i medicini. Plinije je opisao postojanje još jedne vrste aluma koju Grci nazivaju šiston, a koja se „razdvaja na filamente beličaste boje”. Iz naziva šistona i načina formiranja, proizilazi da je ova vrsta bila so koja se formira spontano na nekim slanim mineralima, kao što su alumov argilošist i bituminozni škriljac, a sastoji se uglavnom od sulfata gvožđa i aluminijuma. Jedna vrsta alumena bila je tečnost, koja je mogla biti zaprljana; ali kada je čista imala je svojstvo crnila kada se dodala soku od nara. Ovo svojstvo karakteriše rastvor gvožđe sulfata u vodi; rastvor običnog (kalijumskog) aluma ne bi imao takvo svojstvo. Kontaminacija sa gvožđe sulfatom bila je jako nepoželjna, jer je to potamnjivalo i zamućivalo boje. Na nekim mestima je verovatno bio odsutan sulfat gvožđa, tako da je so bila bela i podesna, prema Pliniju, za bojenje jarkim bojama.
Plinije opisuje nekoliko drugih tipova alumena, ali nije jasno o kojim se mineralima radi. Alumen tokom antičkih vremena, stoga, nije uvek bio kalijumski alum, niti čak alkalni aluminijum sulfat.

#### Alum opisan u srednjovekovnim tekstovima
Alum i zeleni vitriol (gvožđe sulfat) oba imaju slatkast i jedak ukus, i oni su imali preklapajuće primene. Tokom srednjeg veka, alhemičari i drugi pisci nisu precizno razlikovali dve soli jednu od druge. U spisima alhemičara nalaze se reči misi, sori i halkantum koje se primenjuju za bilo koje od ova dva jedinjenja; i ime atramentum sutorium, za koje bi se moglo očekivati da pripada isključivo zelenom vitriolu, indiferentno je korišteno za oba jedinjenja.

### Moderno razumevanje aluma
Početkom 1700-ih, Georg Ernst Štal je tvrdio da reakcija sumporne kiseline sa krečnjakom proizvodi neku vrstu stipse. Grešku su uskoro ispravili Johan Pot i Andreas Margraf, koji su pokazali da je talog koji se dobija kada se alkalije uliju u rastvor aluma, naime alumine, prilično razlikuje od kreča i krede i da je jedan od sastojaka u običnoj glini.
Margraf je takođe pokazao da se perfektni kristali sa svojstvima aluma mogu dobiti rastvaranjem alumine u sumpornoj kiselini i dodavanjem potaše ili amonijaka u koncentrovani rastvor. Godine 1767, Torbern Bergman je uočio da kalijum i amonijum sulfat konvertuju aluminijum sulfat u alum, dok natrijum i kalcijum to ne čine.
Sastav običnog aluma konačno je utvrdio Luj Voklen 1797. godine. Čim je Martin Klaprot otkrio prisustvo kalijuma u leucitu i lepidolitu, Voklen je pokazao da je obična stipsa dvostruka so, sastavljena od sumporne kiseline, alumine i potaše. U istom tomu časopisa, Žan-Antuan Šaptal je objavio analizu četiri različite vrste stipse, naime, rimskog aluma, levantskog aluma, britanskog aluma i aluma koji je on proizveo, čime je potvrđio Voklenov rezultat.

## Produkcija
Pojedini alumi se javljaju kao minerali. Najvažniji među njima je alunit.
Najznačajniji alumi - kalijum, natrijum i amonijum - proizvode se industrijski. Tipični recepti uključuju kombinovanje aluminijum sulfata i sulfatnog monovalentnog katjona. Aluminijum sulfat se obično dobija tretiranjem minerala kao što su alumski škriljac, boksit i kriolit sa sumpornom kiselinom.

## Tipovi
Na aluminijumu bazirani alumi se imenuju po monovalentnom katjonu. Za razliku od drugih alkalnih metala, litijum ne formira alume. Smatra se da je razlog tome mala veličina njegovog jona.
Najvažniji alumi su
- Kalijumski alum, KAl(SO
4)
2·12H
2O, takođe se naziva „potašni alum” ili jednostavno „alum”.
- Natrijumski alum, NaAl(SO
4)
2·12H
2O, takođe se naziva „sodni alum” ili „SAS”.
- Amonijačni alum, NH
4Al(SO
4)
2·12H
2O.

## Hemijske osobine
Na aluminijumu bazirani alumi imaju brojana zajednička hemijska svojstva. Oni su rastvorljivi u vodi, imaju slatkasti ukus, reaguju kiselo na lakmusu i kristalizuju se u vidu pravilnih oktaedara. U alumima je svaki metalni jon opkoljen sa šest molekula vode. Kada se zagrevaju, otečnjavaju se, a ako se zagrevanje nastavi, kristalizujuća voda se izbacuje, tako da se pene i bubre, i konačno ostaje amorfni prah. Oni su astrigentni i kiseli.

### Kristalna struktura
Alumi se kristalizuju u jednoj od tri različite kristalne strukture. Ove klase se nazivaju α-, β- i γ-alumi.

### Rastvorljivost
Rastvorljivost raznih aluma u vodi znatno varira, natrijum alum se lako rastvara u vodi, dok su cezijumski i rubidijumski alumi veoma malo rastvorni. Različite rastvorljivosti su prikazane u sledećoj tabeli.
Na temperaturi T, 100 delova vode rastvara:
|       | Amonijumski alum | Kalijumski alum | Rubidijumski alum | Cezijumski alum |
| ----- | ---------------- | --------------- | ----------------- | --------------- |
| 0 °   | 2,62             | 3,90            | 0,71              | 0,19            |
| 10 °  | 4,50             | 9,52            | 1,09              | 0,29            |
| 50 °  | 15,9             | 44,11           | 4,98              | 1,235           |
| 80 °  | 35,20            | 134,47          | 21,60             | 5,29            |
| 100 ° | 70,83            | 357,48          |                   |                 |

## Upotrebe
Na aluminijumu bazirani alumi su korišteni od antičkih vremena, i oni su još uvek značajni za mnoge industrijske procese.
Najčešće korišćeni alum je kalijumski alum. Koristio se još od antike kao flokulant za razbistravanje mutnih tečnosti, kao mordant u bojenju, i u štavljenju. On i dalje nalazi široku primenu u tretmanu vode, u medicini, za kozmetiku (u dezodoransima), u pripremi hrane (u prahu za pecivo i pri kišeljenju), i u vatrootpornom papiru i tkaninama. On se takođe koristi kao antihemoragik, u antihemoragičkim olovkama dostupnim u apotekama, ili kao alumni blok, dostupan u berbernicama, da bi se zaustavilo krvarenje iz posekotina pri brijanju; i kao astringent. Alumni blok se može koristiti direktno kao dezodorans bez parfema (antiperspirant), i neprerađeni mineralni alum se prodaje u indijskim bazarima upravo u tu svrhu. Natrijumski alum se koristi kao zamena za kalijumski alum u praškovima za pecivo. Amonijumska stipsa ima nekoliko niša upotrebe. Ostali alumi se uglavnom koriste u istraživanjima.
Alum u obliku kalijum aluminijum sulfata ili amonijum aluminijum sulfata u koncentrovanim kupkama sa toplom vodom redovno koriste draguljari i mašinisti za rastvaranje čvrslih čeličnih burgija koje su odlomljene u predmetima od aluminijuma, bakra, mesinga, zlata (nezavisno od broja karata) i srebra (sterling i finog). To je zato što alum ne reaguje hemijski u bilo kom značajnom stepenu sa bilo kojim od ovih metala, ali korodira čelik. Kada se toplota primenjuje na alumsku smešu u kojoj je komad sa zaglavljenim delom burgije, ako je zalomak dovoljno mali, on se može rastvoriti/ukloniti u roku od nekoliko sati.

## Spoljašnje veze
- Овај чланак укључује текст из публикације која је сада у јавном власништву: Chisholm, Hugh, ур. (1911). „Alum”.  (на језику: енглески). 1 (11 изд.). Cambridge University Press. стр. 766—767.